# Z-95 Headhunter
El Z-95 Headhunter (o Cazacabezas) es un caza parecido al X-Wing pero de dos alas, en el universo ficticio de star Wars.
Aunque fue un buen caza para la Antigua República, durante la Guerra Civil Galáctica estaba increíblemente desfasado contra los TIEs del Imperio Galáctico. Tenía unos cañones láser y escudos menores a los del X-Wing, aparte de no poseer hiperimpulsión. Curiosamente, siguió siendo usado durante la Guerra  a pesar de los cazas más modernos, como el X-Wing o el devastador Ala-B.
Mara Jade, esposa de Luke Skywalker, emplea un Z-95 modificado, que sí posee hiperimpulsión.
Es una nave usada por la Alianza rebelde.
El caza presenta un color gris claro, y posee una cabina color negro.
Esta nave también la usan los piratas de Black Sun.
- Datos: Q4023335